# Palais des Victoires
Le Palais des Victoires est une salle multi-sports située à Cannes, dans les Alpes-Maritimes.

## Histoire
Le Palais des Victoires est une enceinte sportive ouverte en 2005 et située dans le quartier de La Bocca à Cannes, au cœur de la future cité des sports, non loin du Stade Pierre-de-Coubertin,. Elle possède une capacité de 4 000 places (dont 1 000 places en gradins rétractables). Ses parkings souterrains et de plein air permettent d'accueillir jusqu'à 300 véhicules.
Il est conçu par l'architecte Roberto Ferreira (RFArq Arquitectos Asociados). L'acier Corten comme matériau extérieur a pour qualité de se  patiner, se consolider avec le temps, oscillant alors entre le rouge, l'orange et le marron[réf. nécessaire].

## Clubs résidents
Le Racing Club de Cannes et l'AS Cannes Volley-Ball occupent actuellement la salle.

## Événements
- Finale à quatre de la Ligue des champions féminine de volley-ball en 2006 et 2010.
- Finale de la Coupe de France féminine de volley-ball en 2008 et Finale à quatre en 2020.
- Supercoupe de France féminine de volley-ball en 2019.

## Hommage à Victoria Ravva
Le 10 décembre 2016, Victoria Ravva dévoile une plaque en son honneur accrochée dans l'entrée principale du palais des Victoires, en présence de ses parents, son époux Alexandre Jioshvili, de ses deux filles, d'Anny Courtade, ancienne présidente du RC Cannes d'Agostino Pesce, le nouveau président,  de son ancien entraîneur au club Yan Fang, de Laurent Tillie entraineur à Cannes en 2016, du maire de Cannes David Lisnard, et du député Bernard Brochand.